# Gornji Potočari
Gornji Potočari (cyr. Горњи Поточари) – wieś w Bośni i Hercegowinie, w Republice Serbskiej, w gminie Srebrenica. W 2013 roku liczyła 247 mieszkańców.